# PAOK Sports Arena
La PAOK Sports Arena (in greco Κλειστό γήπεδο ΠΑΟΚ?) è un palazzo dello sport situato a Pylaia, a 7 chilometri da Salonicco. Può contenere 8142 spettatori, fino a 10 000 in caso di concerti e ospita le partite di pallacanestro del PAOK Salonicco e di pallavolo della stessa polisportiva.
Anche semplicemente chiamata "Palatáki" (in greco: "Παλατάκι", che significa Palazzetto), venne inaugurata nel 2000, anno in cui ospitò le final four dell'ultima edizione di Eurolega targata FIBA.

## Storia
Il 17 giugno 1988 Ioannis Dedeoglou donò il terreno alla polisportiva PAOK e due anni dopo, il 18 marzo 1990, iniziarono i primi lavori di costruzione delle fondamenta. Tuttavia i lavori andarono molto a rilento tanto da far pensare a Ioannis e al fratello Thanasis di costruire una nuova arena già nel 1991. L'idea di ospitare le Final Four di Eurolega però spinsero a proseguire i lavori, che vennero terminati a inizio 2000. Come primo evento l'impianto ospitò le Final Four della Coppa di Grecia del 2000
Successivamente nel 2005 ospitò anche le Final Four di Champions League di pallavolo maschile